# قادة المؤسسات الفلسطينية
قادة المؤسسات الفلسطينية هم قادة أجهزة مختلف الكيانات السياسية الفلسطينية - منظمة التحرير الفلسطينية ودولة فلسطين والسلطة الوطنية الفلسطينية.

## السلطة التشريعية
- رئيس المجلس الوطني الفلسطيني للمجلس الوطني الفلسطيني والمجلس المركزي الفلسطيني لمنظمة التحرير الفلسطينية ودولة فلسطين - سليم الزعنون
- رئيس المجلس التشريعي الفلسطيني للمجلس التشريعي الفلسطيني - عزيز الدويك

## السلطة التنفيذية
- رئيس اللجنة التنفيذية لمنظمة التحرير الفلسطينية للجنة التنفيذية لمنظمة التحرير الفلسطينية وأداء المهام الحكومية لدولة فلسطين[1][2][3] - محمود عباس
- رئيس وزراء السلطة الوطنية الفلسطينية - متنازع عليه: سلام فياض (في الضفة الغربية) وإسماعيل هنية (في قطاع غزة)

## الرؤساء
- رئيس دولة فلسطين - محمود عباس
- رئيس السلطة الوطنية الفلسطينية - متنازع عليه: محمود عباس أو عزيز الدويك

في بعض الأحيان يكون كل من المكتبين مشغولين من قبل الشخص نفسه أو أحدهما أو كلاهما يحمله نفس الشخص الذي يشغل أيضا منصب رئيس اللجنة التنفيذية لمنظمة التحرير الفلسطينية. يستخدم المرجع «رئيس فلسطين» في شكل قصير لهذه الوظائف.
   [مؤقت] — [غير قابل للتطبيق]